# Julia Says
Julia Says is een nummer van de Schotse band Wet Wet Wet uit 1995. Het is de tweede single van hun vierde studioalbum Picture This.
De ballad werd vooral op de Britse eilanden een grote hit, met een 3e positie in het Verenigd Koninkrijk. In het Nederlandse taalgebied werd het nummer een klein hitje. In de Nederlandse Top 40 haalde het een bescheiden 33e positie, in de Vlaamse Ultratop 50 kwam het nummer een plekje hoger.